# Greg Steube
William Gregory Steube (Bradenton,  el 19 de mayo de 1978) es un abogado y político estadounidense actualmente electo como representante del 17.° distrito congresional de Florida para la Cámara de Representantes de los Estados Unidos hasta 2023. Pertenece al Partido Republicano.

## Primeros años y educación
Steube nació y se crio en Bradenton, hijo de Brad Steube, un sheriff de Manatee County. Obtuvo su pregrado y un Juris Doctor en la Universidad de Florida en 2000 y 2003, respectivamente. Después de su graduación, Steube se unió al Ejército de los Estados Unidos donde sirvió como oficial de infantería aerotransportada y juez defensor general.

## Carrera profesional y política
Steube trabajó como abogado para la firma Macfarlane Ferguson & McMullen durante los años previos a su ingreso a la política. A partir de 2011 y hasta el presente trabaja como abogado para la firma Becker & Poliakoff.
Steube ingresó a la política por primera vez en 2010, ganando las elecciones a la Cámara de Representantes de Florida, en representación del Distrito 73. Representó al Distrito 73 de 2010 a 2016. En 2016, fue elegido para el Senado del Estado de Florida, en representación del Distrito 23, donde se desempeñó hasta su elección a la Cámara de Representantes de los Estados Unidos en 2018, donde actualmente representa al 17.° distrito congresional.
En las últimas elecciones (2020), Steube ganó con 266,514 votos que representaron 64.6% de la población votante. En dichas elecciones, Steube se enfrentó al demócrata Allen Ellison y al candidato independiente Theodore Murray.
Durante su carrera política, Steube ha pertenecido al Comité de Asuntos Veteranos, al Comité Supervisión y Reforma Gubernamental y al Comité de la Judicatura.

## Vida personal
Steube es un cristiano metodista casado con Jennifer Steube. Tienen un niño llamado Ethan. Steube disfruta practicar buceo y surf.